# Laughter in the Dark (livro)
Laughter in the Dark (título original russo: Камера обскура, Camera obscura), é um romance escrito por Vladimir Nabokov e serializado em Sovremennye Zapiski em 1932.
A primeira tradução em inglês, Camera Obscura, foi feita por Winifred Roy e publicada em Londres em 1936 por Johnathan Long, o impressor paperback da   Hutchinson Publishing, com o autor creditado como Vladimir Nabokoff-Sirin. Nabokov estava tão desagradado pela qualidade da tradução que ele empreendeu sua própria, qual foi publicada em 1938 sob o agora comum nome, Laughter in the Dark. Isso é algumas vezes erroneamente assumido que ele não era afeiçoado do livro, ainda em fato isso foi baseado em avanços muito pessoais em sua vida.
O livro lida com a afeição de um homem de meia-idade por uma mulher muito jovem, resultando em uma relação mutuamente parasitária. Em 1955, Nabokov usou este tema novamente com Lolita para um muito diferentemente efeito desenvolvido.

## Personagens
Os personagens foram dados diferentes nomes na tradução em inglês. Na seguinte lista os nomes dos principais personagens da tradução em inglês são dados primeiro com os nomes originais em parênteses.
- Albert Albinus (Bruno Krechmar) – um crítico de arte de meia-idade
- Margot Peters (Magda Peters) – uma atriz aspirante de 17 anos, trabalhadora comum, modelo, sedutora
- Axel Rex (Robert Gorn, provavelmente Robert Horn) – um pintor de Nova Iorque e primeiro amante de Margot, também primeiro relacionamento quebrado de Margot quando ele abandonou ela

Alguns menores personagens incluem (da versão em inglês):
- Elisabeth Albinus – esposa de Albert Albinus
- Paul Hochenwart – irmão de Elisabeth
- Otto Peters – irmão de Margot
- Frieda – a governanta de Albinus
- Irma Albinus – filha de Elisabeth e Albert
- Kaspar – um amigo de Otto
- Udo Conrad – um autor e conhecido de Albert

## Enredo
Albinus é um respeitado, razoavelmente feliz crítico de arte casado que vive em Berlim. Ele cobiça após a Margot de 17 anos quem ele conhece em um cinema, onde ela trabalha, e seduz ela sob o curso de muitos encontros. Seu prolongado caso com Margot é eventualmente revelado para esposa de Albinus, Elisabeth, quando Margot deliberadamente envia uma carta para residência de Albinus, e Albert é incapaz de interceptar isso e é descoberto. Isto resulta na dissolução do casamento de Albinus. Em vez de renegar a jovem encrenqueira, ele é ainda mais atraído para ela. Margot usa ele para se tornar uma estrela de filme, cumprindo sua ambição na vida. Albinus introduz Margot para Axel Rex, mas ele não sabe que os dois têm previamente sido amantes. Margot e Rex retomam seu relacionamento e começam a traçar um plano para tirar Albinus fora do caminho e roubar ele de seu dinheiro. Rex vê as oportunidades que a obsessão de Albinus com Margot produz, e entende que mesmo um grande risco significa pouco para os cegos e indefesos, no amor, na perda, e em encolhida fortuna.
Albinus entrega Margot seu primeiro papel como uma atriz, mas ela não parece para ser muito talentosa. Em fato, o que ela possui em beleza é melhor capturado pela imaginação em vez de até mesmo uma câmera imóvel. Apenas a riqueza de Albinus garante que ela tome para atuar seu papel. Margot percebe que ela tem atuado o papel pobremente e Albinus preocupa sobre a reação dela. Rex, entretanto, adora ver a menina das ruas sofrendo e toma a oportunidade para explorar sua inépcia. Após Margot tornar-se chateada quando vendo o filme, Albinus persuade ela em tirar um feriado para o sul. Eles alugam um quarto de hotel e, após uma chance de encontro com um velho amigo, Albinus começa para supor que Margot e Rex estão engajados em um caso. Ele tem sempre sido invejoso de Rex na crença que ele é o mais verdadeiro dos artistas, diferente dele. Ele tem roubado belas coisas jovens de Albinus sua vida inteira, e isso não é diferente. Albinus rouba longe com Margot e deixa Rex no hotel. Em sua jornada fora da cidade, Albinus, um auto-proclamado pobre motorista, bate o carro e é cegado, deixando ele na necessidade de cuidados e alheio para o mundo ao redor dele.
Rex e Margot tomam vantagem de sua desvantagem, e alugam um chalé na Suíça, onde Rex posa como médico de Albinus, embora Albinus não está ciente da presença de Rex. Desconhecido para Albinus, ele é zombado e torturado durante sua recuperação. Ele se torna crescentemente desconfiado como seus ouvidos tornam-se mais sintonizados e ele percebe a presença de alguém, mas seus medos nunca são confirmados.
Paul, um amigo para a família, suspeitando falsificação (Rex e Margot têm estado sangrado as contas de Albinus até secar por forjar sua assinatura em cheques), dirige para residência e descobre Rex brincando com Albinus em seu estado de cegueira. Paul então acompanha Albinus de volta para a casa de sua ex-esposa Elisabeth. Após um curto tempo, Albinus recebe uma chamada informando ele que Fraulein Peters (Margot) tem retornado para seu apartamento para coletar algumas coisas. Sabendo que ela está vindo, ele decide para matar ela. Sem pressa, ele faz seu caminho para o apartamento e prende ela por barricando a porta, intencionando para atirar nela com sua pistola. Albinus procura ela fora por seu cheiro e fracos sons, mas quando ele tenta para atirar nela, ela sobrepõe ele, agarra a pistola, e mata ele.

## Adaptação de filme
Em 1969, Laughter in the Dark, foi adaptado para filme dirigido por Tony Richardson, qual foi originalmente intencionado para estrelar Richard Buton como Albinus. Quando ele foi demitido por embriaguez, ele foi substituído por Nicol Williamson. Anna Karina interpretou Margot e Jean-Claude Drouot, Axel Rex.

## Revisões literárias
- Camera Obscura and Laughter in the Dark, or The Confusion of Texts, by Christine Raguet-Bouvard (translated by Jeff Edwards)
- Nabokov's Poetics of Vision, or, What Anna Karenina is Doing in Kamera obskura by Thomas Seifrid.